# Stictoptera punctapex
Stictoptera punctapex är en fjärilsart som beskrevs av Holloway 1976. Stictoptera punctapex ingår i släktet Stictoptera och familjen nattflyn. Inga underarter finns listade i Catalogue of Life.